# 미라마 레인저스 AFC
미라마 레인저스 AFC(Miramar Rangers Association Football Club)는 웰링턴 교외에 있는 아마추어 뉴질랜드 축구단이다. 이 구단은 채텀 컵에서 4번, 내셔널 리그에서 2번 우승하는 등의 기록을 지녔으며, 지난 10년 동안은  센트럴 리그에서 참가했고 가장 최근인 2020년에 7번이나 리그에서 우승했다
2004년에는 뉴질랜드 풋볼 챔피언십의 팀 웰링턴 FC 프랜차이즈의 창립 주요 구단 중 하나가 되었다.

## 역사
미라마는 1966년, 1992년, 2004년, 2010년,에 뉴질랜드 최고의 남자 토너먼트 토너먼트 채텀 컵에서 우승했으며 1997년, 2006년, 2008년, 2011년, 2013년, 2014년, 2020년에는 센트럴 리그에서의 우승을 차지했다. 또한 2002년과 2003년에 지금은 없어진 리그인 뉴질랜드 내셔널 풋볼 리그에서 우승했었다.

## 주요 기록
- 뉴질랜드 내셔널 축구 리그 / 뉴질랜드 내셔널 리그

우승 (3): 2002, 2003, 2021
- 센트럴 리그

우승 (7): 1997, 2006, 2008, 2011, 2013, 2014, 2020
- 채텀 컵

우승 (4): 1966, 1992, 2004, 2010

## 선수 명단

### 현역
- 샘 메이슨 스미스(2012 ~ 2015, 2020 ~ )